# Stator biplagiatus
Stator biplagiatus là một loài bọ cánh cứng trong họ Bruchidae. Loài này được Gillenhal miêu tả khoa học năm 1839.